# Astronidium lepidopunctatum
Astronidium lepidopunctatum är en tvåhjärtbladig växtart som beskrevs av J.F. Maxwell. Astronidium lepidopunctatum ingår i släktet Astronidium och familjen Melastomataceae. Inga underarter finns listade i Catalogue of Life.